# Bahar Dar
Bahar Dar o Bahrdàr (in amarico: ባሕር ዳር, traslitterato anche Baḥər Dar o Bahir Dar) è una città dell'Etiopia nordoccidentale, capoluogo della regione degli Amara.
Dal punto di vista amministrativo, Bahir Dar è considerata una Zona Speciale, posta a metà tra Addis Abeba e Dire Daua, città autonome (astedader akabibi, equivalenti a un kilil), e città come Macallè e Dessiè, organizzate in woreda.

## Geografia fisica

### Territorio
La città è posta sulla sponda meridionale del lago Tana, sorgente del Nilo Azzurro, a circa 318 km da Addis Abeba. Le cascate del Nilo Azzurro (Tis Abay) sono a circa 30 km a sud.

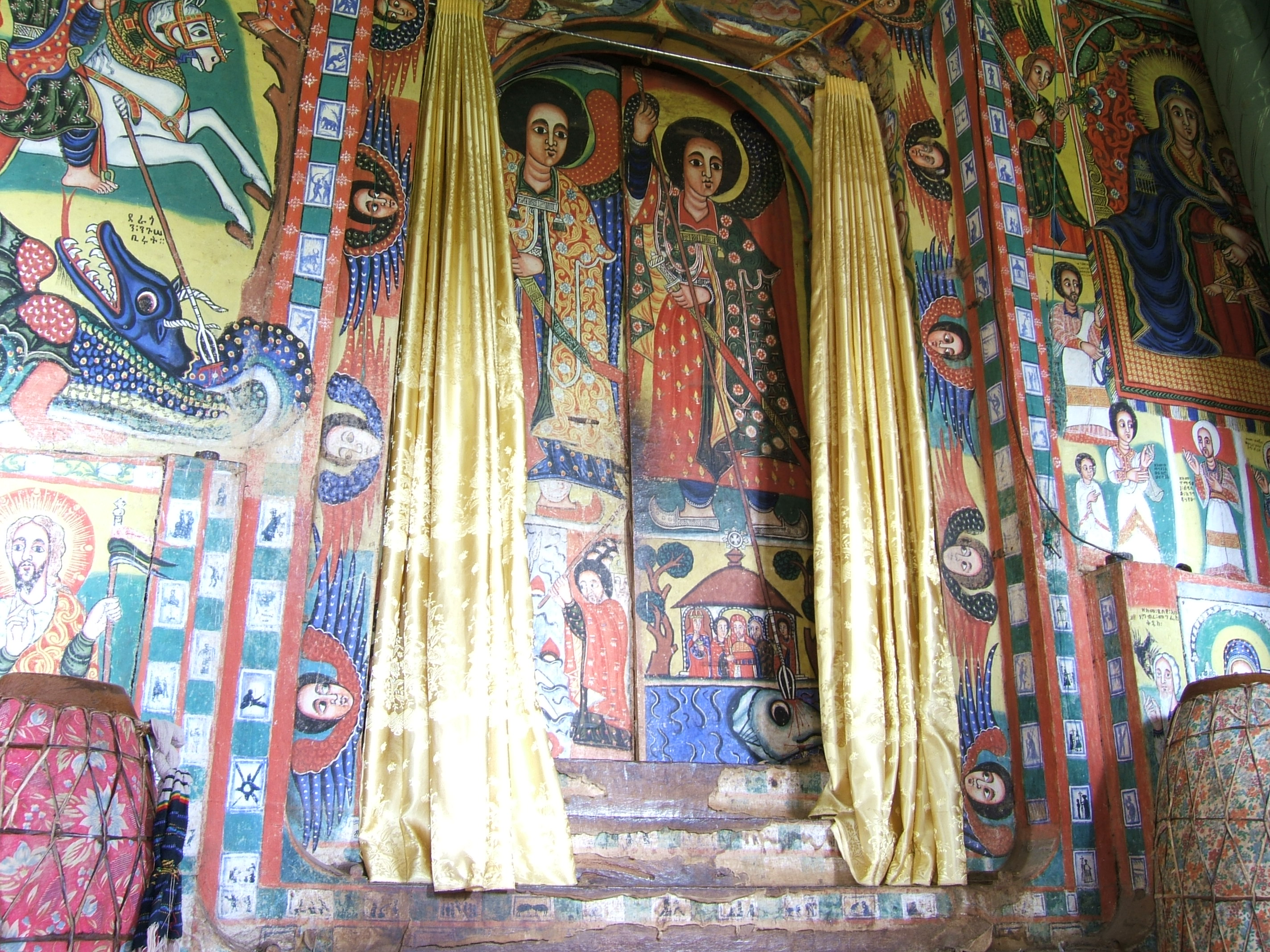
Affreschi in una chiesa di Bahar Dar

## Etimologia
In amarico Bahar Dar significa "costa del lago", considerando la sua posizione geografica sulla sponda meridionale del lago Tana.

## Storia
Bahar Dar si è formata attorno ad una missione gesuita fondata nel XVI o XVII secolo, data dell'edificio costruito da Pedro Páez. Vicino alla città si trova uno dei palazzi dell'antico imperatore dell'Etiopia Hailé Selassié, che prese in considerazione l'idea di spostare qui la capitale.
Durante l'Operazione Tewodros, alla fine della guerra civile dell'Etiopia, Bahar Dar fu catturata dal Fronte Popolare di Liberazione del Tigrè nel marzo 1991.

## Amministrazione

### Gemellaggi
- Cleveland, USA (dal 2004)
- Ashdod, Israele (dal 2011)